# Heavenly (banda francesa)
Heavenly es una banda de power metal de París, Francia. Fue formada en 1994 por el vocalista Benjamin Sotto y el baterista Maxence Pilo.

## Miembros actuales
- Benjamin Sotto - Vocalista
- Charley Corbiaux - Guitarrista
- Matthie Plana - Bajista
- Olivier Lapauze - Guitarrista
- Thomas Das Neves - Batería
- Nico Marco - Teclados

## Discografía
- Coming from the Sky (2000)
- Sign of the Winner (2001)
- Dust to Dust (2004)
- Virus (2006)
- Carpe Diem (2009)

## Premios
- 2001 premio mejor banda Francesa - Hard Rock Mag
- 2001 premio mejor banda Francesa - Rock Hard Mag